# Баар
Баар (нім. Baar ZG) — місто  в Швейцарії в кантоні Цуг. Громаді підпорядковане село Зільбруг.

## Географія
Місто розташоване на відстані близько 90 км на схід від Берна, 4 км на північ від Цуга.
Баар має площу 24,9 км², з яких на 22% дозволяється будівництво (житлове та будівництво доріг), 52,4% використовуються в сільськогосподарських цілях, 24,8% зайнято лісами, 0,7% не є продуктивними (річки, льодовики або гори).

## Демографія
2019 року в місті мешкало 24 617 осіб (+13% порівняно з 2010 роком), іноземців було 30,3%. Густота населення становила 991 осіб/км².
За віковим діапазоном населення розподілялося таким чином: 20,1% — особи молодші 20 років, 63,1% — особи у віці 20—64 років, 16,8% — особи у віці 65 років та старші. Було 10719 помешкань (у середньому 2,3 особи в помешканні).
Із загальної кількості 25 596 працюючих 230 було зайнятих в первинному секторі, 4488 — в обробній промисловості, 20 878 — в галузі послуг.

## Бізнес
У містечку знаходиться головний офіс одного з найбільшого сировинного трейдера планети Glencore International AG, її оборот в 2006 році склав $116,5 млрд. У Баарі знаходиться асоціація, координуюча розробку TYPO3, популярної системи керування вмістом інтернет-сайтів.